# Trichopterigia costipunctaria
Trichopterigia costipunctaria är en fjärilsart som beskrevs av John Henry Leech 1897. Trichopterigia costipunctaria ingår i släktet Trichopterigia och familjen mätare. Inga underarter finns listade i Catalogue of Life.